# Bélgica en los Juegos Olímpicos de Berlín 1936
Bélgica estuvo representada en los Juegos Olímpicos de Berlín 1936 por un total de 150 deportistas que compitieron en 15 deportes.  
El portador de la bandera en la ceremonia de apertura fue el pentatleta Édouard Écuyer de le Court.

## Medallistas
El equipo olímpico belga obtuvo las siguientes medallas:
| Nombre                                                       | Deporte          | Competición     |
| ------------------------------------------------------------ | ---------------- | --------------- |
| Oro                                                          |                  |                 |
| —                                                            |                  |                 |
| Plata                                                        |                  |                 |
| —                                                            |                  |                 |
| Bronce                                                       |                  |                 |
| Auguste Garrebeek Armand Putzeys Jean-François Van Der Motte | Ciclismo en ruta | Ruta por eqs. M |
| Equipo                                                       | Waterpolo        | Torneo M        |